# Jerry Bona

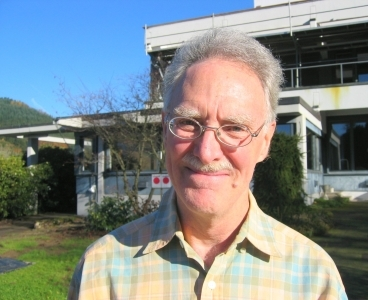
Jerry Bona 2006

Jerry Lloyd Bona (* 5. Februar 1945 in Little Rock, Arkansas) ist ein US-amerikanischer Mathematiker, der sich mit nichtlinearen partiellen Differentialgleichungen speziell der Hydrodynamik befasst.
Bona erwarb 1966 seinen Bachelor-Abschluss in Angewandter Mathematik und Informatik an der Washington University und  wurde 1971 an der Harvard University bei Garrett Birkhoff promoviert (Cauchy Problems with Random Initial Values in the Space of Tempered Distributions). 1970 bis 1972 war er Research Fellow an der University of Essex bei Brooke Benjamin und 1972/73 Dickson Instructor an der University of Chicago, an der er 1973 Assistant Professor, 1976 Associate Professor und 1979 Professor wurde. Ab 1986 war er Professor an der Pennsylvania State University (ab 1991 Raymond Shibley Professor) und ab 1995 Professor an der University of Texas at Austin (Texas Institute for Computational and Applied Mathematics). Ab 2002 war er Professor an der University of Illinois at Chicago.
Er war unter anderem Gastprofessor in Paris und Brasilien (IMPA in Rio de Janeiro), an Dänemarks Technischer Hochschule, in China, am MSRI, am Tata Institute for Fundamental Research, in Oxford, Bordeaux, am Schrödinger-Institut in Wien, Athen, Toronto, Spanien, Portugal, Lund und an der University of Minnesota (Institute of Mathematics and its Applications).
Er ist bekannt für die Benjamin-Bona-Mahoney-Gleichung (BBM-Gleichung, zusätzlich nach J. J. Mahony und Brooke Benjamin), einer Gleichung für Schwerewellen großer Wellenlänge und kleiner Amplitude (sie wurden zum Beispiel für die Beschreibung von im Englischen undular bore genannten kleinen hydraulischen Sprüngen benutzt). In einer Dimension lautet sie:
{\displaystyle u_{t}+u_{x}+uu_{x}-u_{xxt}=0.\,}
Sie hat Solitonen-ähnliche Lösungen (die aber keine Solitonen sind).
2012 wurde er Fellow der American Mathematical Society und er ist SIAM-Fellow. 1978 war er eingeladener Sprecher auf dem Internationalen Mathematikerkongress in Helsinki (Model equations for waves in nonlinear dispersive systems). Er ist Fellow der American Association for the Advancement of Science.

## Schriften
- B. Benjamin, Bona, Mahony: Model Equations for Long Waves in Nonlinear Dispersive Systems, Philosophical Transactions of the Royal Society of London. Series A, Mathematical and Physical Sciences, Band 272, 1972, S. 47–78.